# Nikulás Bergþórsson
Nikulás Bergþórsson también conocido como Nikulás Bergsson o Nikulás de Munkathvera fue un abad del monasterio benedictino de  Munkaþverá situado en el norte de Islandia.

## Vida
No se conoce ni el lugar ni su fecha de nacimiento aunque por la fecha de su muerte (1159/1160) se puede estimar que nació alrededor del año 1100.
Fue el primer abad del monasterio benedictino de Munkaþverá fundado en 1155. Se tiene constancia de que el 15 de junio de 1158 participó en la consagración de la, entonces, principal iglesia de Islandia: la catedral de Skálholt.

Itinerario seguido por Nikúlas Bergþórsson en su peregrinación a Roma y Jerusalén.

Se considera que fue un erudito y un viajero. Escribió varios poemas y un texto doble que inicialmente fue conocido como Landafræði y que actualmente se le denomina Leiðarvísir og borgarskipan (cuya traducción aproximada sería «indicador» y «guía de ciudades»). Esta crónica se tiene por la primera obra geográfica en idioma islandés.
Nikulás falleció en el año 1159 o 1160.

## Peregrinación a Roma y Jerusalén
Nikulás pasó a la posteridad por el viaje de peregrinación que realizó a Roma y Jerusalén y que describió en el citado Leiðarvísir og borgarskipan.
Su viaje le llevó por barco a Noruega y desde ahí, al puerto de Aalborg en Dinamarca. Continuó por tierra recorriendo hacia el sur la península de Jutlandia y llegando a Stade, en la orilla del río Elba. Desde ahí prosiguió hasta Verden, junto al Weser y río arriba por Nienburg y Minden. A través de Paderborn y Caldern llegó al valle del Rin, a la altura de Maguncia. Siguió río arriba por Estrasburgo y Basilea para llegar a los Alpes que cruzó por el paso del Gran San Bernardo. Tras descender, atravesó el valle del Po por Milán y se dirigió a Fidenza para, desde ahí, cruzar los Apeninos por el paso de la Cisa. Posteriormente, atravesó la Toscana y los dominios de la Iglesia hasta llegar a Roma.
Para el viaje desde la ciudad de San Pedro a Jerusalén se dirigió a Capua y desde ahí, a Manfredonia en el mar Adriático. Continuando por la costa llegó a Brindisi donde embarcó para cruzar el mar hasta Durrës. Desde ahí navegó bordeando la costa de Grecia  hasta llegar a Rodas. Siguió en barco pasando por Chipre y desembarcó finalmente en Acre para visitar Tierra Santa.